# 倉敷市立連島中学校
倉敷市立連島中学校（くらしきしりつつらじまちゅうがっこう）は、岡山県倉敷市連島中央5丁目にある公立中学校。

## 沿革
- 1947年（昭和22年） - 浅口郡連島町立連島中学校として開校。
- 1952年（昭和27年） - 現在地に移転。
- 1953年（昭和28年） - 合併により倉敷市立連島中学校と改称。
- 1986年（昭和61年） - 連島南中学校を分離。

## 校訓
- いきおい うるおい まとまり

## 部活動
- ソフトボール部
- ソフトテニス部
- サッカー部
- 野球部
- 卓球部
- バドミントン部
- バスケットボール部
- バレーボール部
- 音楽部
- 美術部
- 華道部
- 箏曲部

## 通学区域が隣接している学校
- 倉敷市立南中学校
- 倉敷市立倉敷第一中学校
- 倉敷市立水島中学校
- 倉敷市立連島南中学校

## 著名な出身者
- 青山敏弘（プロサッカー選手・サンフレッチェ広島所属）
- 髙橋大輔（フィギュアスケート選手・関西大学大学院所属）
- 田中刑事   (フィギュアスケート選手・倉敷芸術科学大学)
- 太田光（プロ野球選手・東北楽天ゴールデンイーグルス所属）